# Sant Boi de Lluçanès
Sant Boi de Lluçanès est une commune de la province de Barcelone, en Catalogne, en Espagne, de la comarque d'Osona